# 宗教改革
宗教改革（拉丁語：Reformatio）是指西方基督教在16世纪至17世纪的神學改革運動，源於天主教會內部對教宗與教會當局在宗教及政治權力上的挑戰，主要由馬丁·路德、約翰·加爾文、烏利希·慈運理、亨利八世等神學家及政治領袖发起。其直接造成基督教的第二次大分裂，形成今日基督教三大分支之一的新教。
1517年，路德发表的《九十五条论纲》被視為宗教改革的開端。虽然先于路德就已经有一些较大的改革运动，早先批評天主教會的有識之士為約翰·威克里夫、扬·胡斯等先驅，15世纪扬·胡斯创立的弟兄合一会（或波西米亚弟兄会），可說是新教的先驅；但一般认为宗教改革开始于《九十五条论纲》发表，结束于1648年签订西發里亚和约结束三十年戰爭。最大的新教教会是路德宗（主要在德意志、波罗的海地區、斯堪的纳维亚）和加尔文宗（主要在法国、瑞士、荷兰、苏格兰）；除这两大陣營外，还有一些较小的改革團體存在。
天主教會在特倫托會議召開後发起了被後世稱為「反宗教改革」的革新運動，做為對宗教改革的回應及自省，而在這時期成立的耶穌會更是此革新运动的先锋。一般而言，北欧国家转为新教，南欧国家仍旧信仰天主教，羅馬教廷联合法國、西班牙及奥地利王室加以壓制新教徒，中欧则成为双方激烈冲突的场所，甚至升级为全面的宗教战争。
改革者反对当时天主教會的教条、仪式、领导和教会组织结构。在他们的努力下，成立了新的国家性的改革派教會。早期的一些发生在欧洲的事件（如黑死病的蔓延和天主教會大分裂）侵蚀了人们对天主教会和教宗的信仰，但教義上的歧見才是引发宗教改革的關鍵。其他一些因素，如文艺复兴思想的传播、古騰堡發行的西方活字印刷術、东罗马帝国的灭亡，也都促成了新教的创立。

## 宗教改革的先锋
- 教會歷史上重要的改革，簡言之，都主要是教義的改革而非制度的改革。更嚴謹的說，即便是制度改革，也多是奠基於教義改革的基礎上進行的。自初期之基督教會時的改革家就是護教士，如游斯丁（c.100-165）、特土良、革利免、伊納爵（c.35-107）、坡旅甲（c.70-156）等。
- 新約聖經的第一位編輯馬克安，因將二元論融入基督信仰中，325年的第一次尼西亞公會議，馬克安派被判為異端，而《聖經》的正典亦同時被確立。
- 九世紀中葉，為要證明當時教宗所宣佈的主權是早在數世紀前就實行的假文獻“偽西多爾教令集”出現時，就有改革的呼聲，只是後來被鎮壓。十二世紀又有法國的瓦勒度派反對煉獄說，強調平信徒可上台講道，教士的言論並非完全無誤等，聲勢相當浩大。雖遭到教宗視為異端，予以破門或罷黜，但他們至今仍然存在于義大利阿爾卑斯山山區，成為十二世紀前，反對羅馬教會的碩果。
- 1376年英國的盧多倭教區長兼王室神學顧問約翰·威克里夫，眼見時任教宗格列高利十一世生活奢靡，教會因爭競擺拜金而腐敗，便在牛津公開指責教會的主決者。世俗事務由上帝派政府管理，教宗不應干涉。他獲得英國朝野的擁護，為免被教宗捉辦，繼續推動改革，1377年又宣稱聖經是信仰唯一根據，教會唯一律法。接著他將《聖經》譯成英格蘭地方語（1384年完成，1388年修訂），1440年左右古騰堡活字印刷才成熟商業化，那時英格蘭地方語只能是靠手抄寫，因而這部聖經的影響有侷限性。他又主張“平民主權”即教會應以平民信徒為中心，而非教宗；但可有一人遵照聖經總攬相關事務，否則便是敵基督。並要二人一組出外傳道，但非終身職。英國黑死病流行時，他被保守派歸咎拿辦。他的追隨者被稱為羅拉德派，後受英王亨利四世，五世摧毀殆盡，倖因理查二世娶波希米亞公主而再傳入波希米亞。
- 扬·胡斯是波希米亞布拉格大學校長兼任主教，因閱讀威克里夫的著作後深受感動，也開始作類似的言論，起初大受波希米亞朝野讚賞，後因嚴詞指責出售贖罪券是違反聖經的可憎行為，在1409年比薩會議被教宗定罪，1414年赴康斯坦茨大公会议後被拘留，次年七月六日被處以火刑，引起波希米亞反教廷的胡斯戰爭，一直到十五世紀才結束[2]。

## 宗教改革的背景
宗教改革本來是一次思想的大變革，但也引發了社會、政治、軍事的大衝突，其出現與當時的許多背景因素有關係。

### 原文聖經的發行
1453年奥斯曼帝国滅亡東羅馬帝國，由拜占庭逃亡到西歐的學者們帶來了大量的古代經典，其中包括希臘文原文的聖經。伊拉斯谟校訂出版了《新約聖經》的希臘文原文版。馬丁路德研究希臘文聖經，認識到聖經裡面講的是“因信稱義”，而不是拉丁文翻譯的“因信成義”，這對他是很大的觸動。

### 印刷術的出現
德意志的古騰堡對鉛活字版印刷的發明帶來了資訊革命，推動了宗教改革的迅猛發展。宗教改革以前，聖經只能由聖職人員閱讀。一般信徒無法閱讀聖經，只能完全聽信各地神父對經典與教義的解釋。然而在1456年古騰堡在美茵茲的印刷廠印刷了一本拉丁文聖經，之後更多的人能夠自己閱讀聖經，自己思考，帶來對教會解釋的質疑。馬丁·路德等宗教改革者的文章通過印刷發行迅速傳遞到各地，宗教改革的思想迅速傳播。印刷術使政治、社會、宗教和科學的思想更快更廣地流通，大約在1500年，差不多有4萬種書在歐洲14個國家中發行，而德意志和意大利則佔三分之二。

### 人文主義
在15世紀出現了人文主義的思想，重視教育，重視思考、研究，這對宗教改革和同時期的文藝復興運動都有很大的影響。當時的人文主義並沒有懷疑神的意思，但確實帶來了對教會傳統、對教會權柄的質疑。1524至1525年間，鹿特丹的人文思想家兼神學家伊拉斯莫斯，就人是否有自由意志的議題與宗教改革領袖馬丁·路德展開激烈的論戰，從此劃分了基督教人文主義者與宗教改革者的界限。人文主義發展到後來對神產生懷疑，不過那要到啟蒙主義時期才漸顯端倪。

### 教會的腐敗
中古世紀的人民主要的心靈依靠幾乎只有宗教信仰，對於外在的教會禮規非常重視。隨著工商的發展，教會也坐擁龐大的教產，這樣的富裕使神職人員的道德鬆懈，教會中的醜聞不斷的發生。許多的高階神職人員的職位都是以金錢而不是道德換來的。有時教會為了紓解財政方面的負擔，經營酒店賭場，公然販賣贖罪券，並聲稱能以之贖回煉獄之刑。一些高级神職人員甚至捲入性醜聞，其中教宗亞歷山大六世的私生活和其於1501年10月30日主持的栗子宴會可以算是性醜聞的代表事件。雖然義大利本土因為文藝復興時期的經濟蓬勃發展，以及聖伯爾納定等教士的努力，並未對天主教義與教會產生太多的不滿，但是在義大利之外的地區，逐漸對代表義大利人勢力的天主教會高層產生不滿，特別是在1418年亞維儂分裂結束之後，更加深了這樣的情勢。這些腐敗引發了宗教改革運動者對教會權柄的質疑，腐敗帶來的許多社會矛盾遇上宗教改革的導火索就演變成社會運動和武裝衝突。
1517年，教宗良十世以修缮聖伯多祿大殿为名，下令在天主教各国发售赎罪券。在德意志推銷赎罪券的教廷使者——道明會修士約翰·鐵支勒声称：“购买赎罪券的銀幣落入賽錢箱叮噹一響，罪人的灵魂立刻从炼狱飛昇到天堂。”造成信徒的瘋狂搶購，要為自己贖罪，也要為祖先祈求，德意志的許多有識之士认为，这种行径简直屬於詐騙。

### 宗教與政治密切聯繫
中世紀的宗教與政治密切聯繫。天主教會積極參與政治，教宗為神聖羅馬皇帝加冕，派代表參加議會，親自推動十字軍東征，教會與政府在經濟上也有許多糾葛。世俗國家的王公們也很自然地也介入宗教的事務，他們建立教堂、修道院，出兵支持十字軍。這種密切聯繫的後果是信仰的問題馬上演化成為政治問題，並進而產生軍事問題。宗教改革過程中，各級世俗政權紛紛表明立場，並且使用政治、外交、軍事的力量支持自己的立場，神聖羅馬皇帝查理五世支持教宗，發布詔書通緝馬丁·路德；德意志萨克森的選帝侯腓特烈三世（又稱智者腓特烈，同情新教，但一生都信天主教）則是馬丁·路德最堅定的支持者，讓路德逃過教宗的火刑架；慈運理在蘇黎士成立政教合一的新教政府，並親自戎裝上陣捍衛自己的信仰（最後不幸戰死）；英國亨利八世因為教宗不同意他離婚，宣布脫離羅馬教廷而成立聖公宗，成為英國的國教，但為人務實的亨利，除了增加王權以外，對信條與教條上的改革並不重視。

### 工商業復興的影響
中古世紀的歐洲大致分為皇室，教士、貴族還有騎士的上等階級，跟農奴以及平民組成的下等階級。隨著工商業的復興創造出了一個新的階級──中產階級，大多由平民商人所組成的中產階級發展出了完善的商業組織如行會和銀行等中產階級主導的機構。但是民生問題也隨之而來，像貧富差距以及階級對立等等。人民除了要對政府納稅，教會的各項聖禮，儀式等等也都要付費。這些社會的矛盾與信仰的矛盾混合在一起，引發社會運動和戰爭。

## 宗教改革的過程與重要人物

### 馬丁·路德

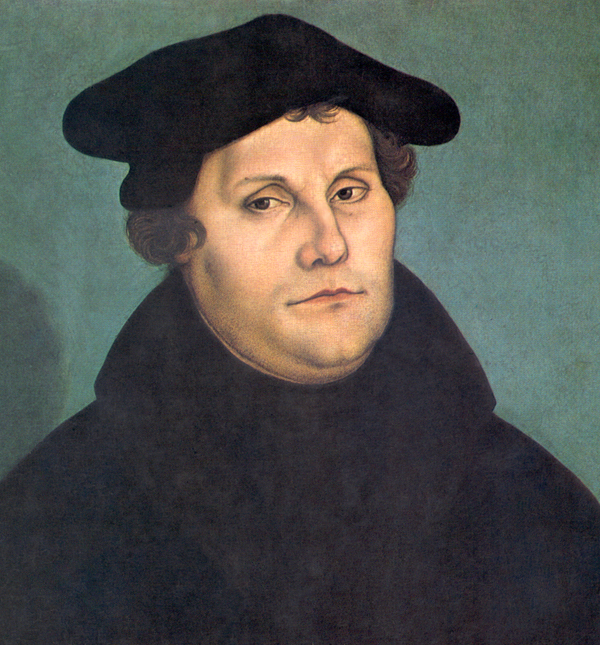
馬丁·路德

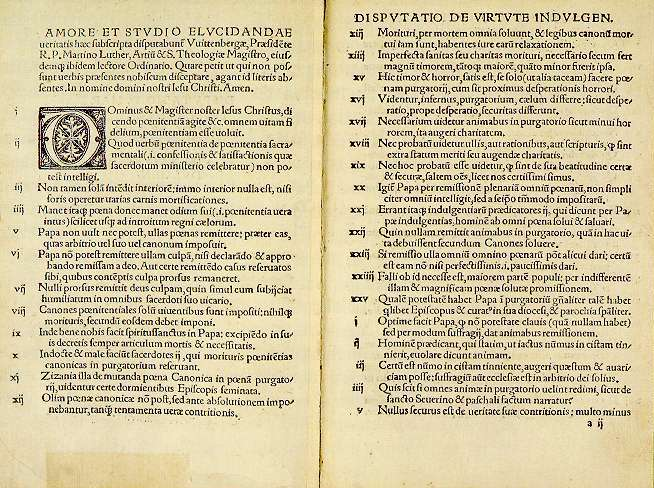
九十五條論綱

馬丁·路德在埃尔福特大学獲文学碩士，又学了半年法律。接着入修道院苦行，1507年獲立为司祭。1512年獲威登堡大學神学院博士，随即教授《聖經》曾講授詩篇（1513~1515）、羅馬書（1515~1516）、加拉太書（1516~1517）和希伯來書（1517~1518）。他是德意志地區最早用德文对照新旧约原文授課的教授之一。然而他繼續依然按照天主教法典潛心苦修，結果，使他更加強烈的不能滿意於「新路」的觀點。但無論如何都不能得到内心的平安。直到有一天他在研讀《聖經》時，看到“義人必因信得生”時，突然觉醒到原來人的得救－只是因該人對耶穌基督的信仰以及神的恩賜，其他一切善行都不能保證使人得以“稱義”。他这信念也在獲得同校一些教授的支持，加上親眼看到人們受骗購買贖罪券的情形，又耳聞教会買賣聖職的醜事，他開始攻擊教會出售贖罪券的做法。1517年10月31日他將批判贖罪券的《九十五條論綱》，張貼在威登堡大學的教堂門口。由于當天恰巧是重要節慶諸聖節前夕，使得很多人看到張貼的内容。當時古騰堡活字印刷術已經商業化超過兩個世代，因而印刷的文字兩週後傳遍全德意志；四週後各種譯文傳遍全西欧。1521年1月3日利奧十世终于下令將路德處以破門律，驅逐出教。其實，路德原本只希望改革教廷一部分腐敗的制度，既遭破門，即自行獨立建教，不再承認教廷，許多人隨路德起來開山立派，總稱為“更正教”或“新教”，與之相對的天主教则稱為舊教。他直接建立的教会是為“路德會”，又稱“信義宗”，並仍保留《聖經》中没有明文禁止的教会傳統。

### 烏利希·慈運理
烏利希·慈運理生於瑞士维尔德豪斯，在巴塞尔、伯恩及維也納受教育。慈運理在維也納就讀大學，當時候的維也納大學正在推行教育改革。當時在人文主義者采爾蒂斯等人的領導下，促使大學接受了人文主義者的改革。隨後，他又在巴賽爾大學內，深受人文主義的影響，強化了他對人文主義的立場。於瑞士東部接受區牧的職務，在1519年成為蘇黎士教會的牧師。慈氏精通各種語言，將無論是希伯來文、希臘文或是拉丁文等聖典，翻譯成蘇黎士的當地語言，後來，蘇黎士市議會決定了聖經改革方案，成為官方政策。在1525年蘇黎士市議會廢止彌撒，改由慈運理的聖餐版本替代。改教的主題是教會內道德的重整，他開始攻擊贖罪券，且是有計劃性的攻擊。在聖禮上他更有自己的主張：聖餐是一項紀念耶穌基督的儀式，僅是象徵性；基督不在聖餐之中。這點與路德有很大的不同，致使慈運理於1529年在馬爾堡會議中與信義宗分道揚鑣，於是各宗派再度分裂一次。在慈運理受伊拉斯谟的人文主義影響，積極參與蘇黎士這個城市的宗教改革，由於在瑞士是聯邦體系，是由一個又一個城市所組成的，而蘇黎士又是其中最有影響力的城市，所以慈運理認為從此城開始，若成功，則改革將會如火如荼地展開。同時由於慈運理採較寬容的態度，使得許多蘇黎士人民紛紛響應，在慈運理帶領之下逐漸脫離了天主教會的管轄。但就在1531年慈運理作為隨軍牧師，在一場戰役中陣亡，雖由他的助理起而代之，但整個改革運動就逐漸轉移至瑞士的另一個城市日內瓦。雖然慈運理已殞命，不過他的學說在東瑞士甚至奧地利，仍具有相當的影響力。慈運理所留下的神學思想、禮儀還有教會制度，至今仍影響著許多新教教會，如重洗派。

### 約翰·加爾文
約翰·加爾文生於法國巴黎的瓦茲，在巴黎大學研究神學三年，後又學習法律，成為一位律師。1536年，他出版《基督教要義》一書，随即到瑞士的日内瓦。但他的改革教會提案未被接纳，且被驅逐出境。經數年潛心研究，1541年他再返日内瓦，得到歡迎，並治理當地教會二十三年，日内瓦被稱為「新教的羅馬」，而加爾文則被稱為「新教的教皇」。加爾文主張預選說：人得救與否完全是神所預定的，但又不願讓信眾沈淪於宿命論，因此某種程度上仍要做出一些行動，故認為最好的方式就是每一個人都應該要對自己負責，他認為虔誠的信仰與完美的德行是每一個將要得救的基督徒的義務，既然審判日需要等待，此間他們應該在世間努力工作以榮神益人。加爾文的工作為上教義，受到許多工商業者歡迎，成為新教主流，並影響了資本主義的發展。加爾文派或稱歸正宗，其中有胡格諾派、長老會、公理會等各個教會，以長老會的發展最為蓬勃。

### 亨利八世
英國國王亨利八世早期堅定支持天主教會，自稱「信仰的捍衛者」，反對馬丁·路德等神學家推行的新教，後為要與王后凱瑟琳向宗座請求伯多祿特恩即婚姻無效「並非離婚」，因為當時政治關係受拒於教宗克勉七世，因此1534年開始揭開反天主教的大纛，並使英國國會通過“至尊法案”，宣佈創立英國國教會，也就是現今的聖公會，與天主教的教義和儀式幾乎一模一樣，并無二致，只是英國國王代替教宗成為宗派的領導人。直到其子爱德华六世即位後，在薩默塞特公爵愛德華·西摩的攝政下，聖公會開始正式改革教義與禮儀，包括頒行《四十二條信經》和《愛德華六世公禱書》，並因受到清教徒的影響，現在教義介於天主教與歸正宗之間。

## 宗教改革的意义
在宗教改革之前，天主教会不仅控制了普通民众的思想，还高高凌驾于世俗君权之上。宗教改革打破了天主教会的獨大局面，衍生了许多不同的新教教派，并和不同民族的国家相结合，使各个王国迅速发展壮大。例如，英国的圣公会的建立使英国的民族国家和君主专制得到强化，为后来的英国內戰奠定了社会基础。欧洲的各个国家也因为各自的宗教信仰而加强了民众的民族意识和国家的精神凝聚力。
虽然宗教改革派进行改革的初衷只是反对天主教会，而脫離教廷的新教國家成立新的國教，以同樣的手段去打壓甚至殺害天主教徒。但是这场改革无形中给欧洲带来了自由、宽容的新气息，从最初对不同信仰的包容到后来对不同政见的包容，这场宗教改革促进了欧洲政治、经济等方面的进步。後來的美國獨立戰爭、法國大革命後引申的政教分離，以及自由主義也是受宗教改革的影響。
宗教改革同時是標誌了東西方基督教間力量平衡的改變，在西方基督教成為改革對象時，也對受東正教影響的傳統臨近地區產生翻轉效應，成為時代早期播撒文明和引導開化的目標，透過接收來自改革後的基督教和印刷本，是標誌這些地方的中世紀終結以及近代早期的開始。

## 宗教改革的餘波
- 天主教的革新——反宗教改革。

- 宗教戰爭 – 歐洲各宗教改革運動歷經許多流血戰事，如1610年亨利四世遇刺駕崩，法國再度内戰，新教信徒大量逃亡。1618年德國路德派因不滿《奧格斯堡和約》被毁，由瑞典國王古斯塔夫二世領導，與國内天主教信徒交戰了三十年，亦即三十年戰爭。直到1648年簽訂《西伐利亞和約》，雙方才和平相處。又如1568年荷蘭北部的加爾文派信徒因反舊教與其統治者西班牙國王腓力二世的鎮壓，爆發了北方省反抗西班牙的八十年戰爭，直到1648年才與西班牙國王菲利普四世簽訂《明斯特和約》，終獲獨立建國與信仰自由。各國的宗教戰爭中，常夾雜經濟和政治利益等的爭執。從十六世紀中期到十九世紀中期的逾三百年戰爭，歐洲人口大量减少，經濟衰退，直到1815年維也納會議，各國終於逐漸地體認久戰俱傷的教訓，才開始採取宗教寬容政策。
- 在英格蘭宗教改革後的英國國教，還带着不少羅馬公教色彩，許多受加爾文派影響的英國基督徒（清教徒），想再加以改革，使成更合乎《聖經》的信仰，卻受到欲恢復舊教的國王查理一世迫害。於是許多人逃至北美洲新大陸，即後來獨立的美國，並爆發1640年-1649年的内戰，史稱“清教徒改革”。清教徒獲勝後，新教團體獲相當自由的發展，直到1685年新國王詹姆士二世又想恢復舊教及專制政治。再經1688年没有流血的“光榮革命”，終於使英國此年成為歐洲第一個保障新教和天主教信仰自由的國家，即使英國聖公會至今仍具國教的地位，英國君主仍是英國聖公會的首長。

### 引用
1. 1 2  Cameron 2012.
2. ↑  祁伯爾，《歷史的軌跡──二千年教會史》，李林靜芝譯（台北：校園出版社，1986），175-177。
3. ↑  麥格夫. . 由蔡錦圖 等翻译. 香港: 基道出版社. 2006: 19–20页 （中文（繁體））.
4. ↑  林鴻信，基督宗教思想史(下)，(台北，國立臺灣大學出版中心 ，2014)，385-386頁
5. ↑  . 中古歐洲的基督教會與教士. 中華民國教育部歷史文化學習網. 2004~2012  [201303]. [永久]
6. ↑  《與羅馬人書》1：17
7. ↑  Cortright, Charles L. (1994), Key Words in Lutheran Liturgical Worship （页面存档备份，存于）, p3
8. ↑  Tiefel, James P. (1990), But isn't that Catholic （页面存档备份，存于）
9. ↑  麥格夫. . 蔡錦圖等譯. 香港: 基道出版社. 2006: 126–129页.
10. ↑  盧龍光等. . 香港: 香港漢語聖經協會有限公司. 2003: 561页.
11. ↑  李振群. . 馬來西亞: 協傳培訓中心. 1999: 51页.
12. ↑  郝伯爾，李林靜芝. . 台北: 校園書房出版社. 1986: 226–228页.
13. ↑  麥葛福著. . 劉良淑、王瑞琦譯. 台北: 校園書房出版社. 1998: 84页.
14. ↑  赵林. . 北京: 东方出版社. 2007: 83–84页. ISBN 978-7-5060-2771-7.
15. ↑  斯奈德, 蒂莫西(美). . 南京: 南京大學出版社. 2020. ISBN 9787305221644.